# 財務省 (デンマーク)
財務省（ざいむしょう、Finansministeriet）はデンマークの行政機関のひとつ。財政政策を所管している。

## 概要
予算、マクロ経済政策、国有財産管理などを主な業務としている。
1968年に財務省と国家給与年金省に分割されたが、1971年10月11日に国家給与年金省は廃止され、予算省が設置された。1973年に予算省は財務省に再合併された。

## 組織
- 経済庁
州の財務管理や会計を行っている。また、予算の分析なども行う[2]。
- 従業員・能力開発庁
- 州行政庁
州行政の管理や経費の合理化などを行っている。
- 州IT庁